# 사나다 히로유키
사나다 히로유키(일본어: 真田 広之, MBE, 1960년 10월 12일 ~ )는 일본의 배우이자 가수이다. 도쿄도 시나가와구 출신이며, 본명은 시모자와 히로유키 (下澤 廣之)이다. 호리코시 고등학교를 거쳐 니혼 대학 예술학부 영화학과를 졸업했다. 예명인 사나다 히로유키는 치바 신이치가 지어준 것이다. 일본 내 뿐만 아니라 일본 외 다른 나라에서도 활동하고 있다.
2002년 영국 명예 MBE 훈장을 받았다.

## 출연

### 영화
- 1982년 《카마타 행진곡》 (쇼치쿠) ※카메오 출연
- 1982년 《용지인자》
- 1983년 《사토미 팔견전》 - 주연 이누에 신베에 역
- 1998년 《링》 - 타카와마 류지 역
  - 1998년 《링 라센》 - 타카와마 류지 역
  - 1999년 《링2》 - 타카와마 류지 역
- 2001년 《음양사》 - 도손 역
- 2002년 《황혼의 사무라이》 - 이구치 세이베 역
- 2003년 《라스트 사무라이》 - 우지오 역
- 2005년 《망국의 이지스》 - 센고쿠 히사시 역
- 2005년 《화이트 카운티스》
- 2006년 《무극》- 광명 장군 역
- 2007년 《선샤인》 - 가네다 역
- 2007년 《러시아워3》 - 켄지 역
- 2008년 《스피드 레이서》 - 미스터 무샤 역
- 2013년 《더 울버린》 - 야시다 신겐 역
- 2013년 《레일웨이 맨》 - 나가세 타카시 역
- 2013년 《47로닌》 - 오이시 역
- 2015년 《미니언즈》 - 스모 빌런 목소리
- 2015년 《미스터 홈즈》 - 우메자키 타미키 역
- 2017년 《라이프》 - 무라카미 쇼 역
- 2018년 《더 캐쳐 워즈 어 스파이》
- 2019년 《어벤져스: 엔드게임》 - 아키히코 역
- 2020년 《미나마타》
- 2021년 《모탈 컴뱃》
- 2021년 《아미 오브 더 데드》 - 블라이 타나카 역

### 드라마
- 1977년 《재커 전격대》 - 9화 나카야마(후지) 카츠야 역(※ 真田 宏之 명의)
- 1978년 《우주에서의 메세지 은하대전》 - 주연・마보로시/켄 하야토 역
- 1984년 《초전자 바이오맨》 - 13화 하야세 켄 역(※출연자(야지마 유키 - 1대 옐로 포)의 돌연 하차에 의한 특별 게스트)
- 대하드라마 (NHK)
  - 독안룡 마사무네 (1987년) - 마츠다이라 타다테루 역
  - 태평기 (1991년) - 주연・아시카가 타카우지 역
  - 히데요시 (1996년) - 이시다 미츠나리 역
- 1999년 《후루하타 닌자부로》
- 2003년 《고교교사》
- 2010년 《로스트》
- 2011년 《리벤지》
- 2018년 《웨스트월드》 - 무사시 역